# Inledande omgångar i Svenska cupen i fotboll 2012/2013
Inledande omgångar i Svenska cupen 2012/2013 inleddes den  3 juni och avslutades den 11 november 2012. 32 lag tog sig till gruppspelet.

## Omgång 1
Totalt 64 lag deltog i den första omgången och bestod av lag från division 1 eller lägre.

### Sammanfattning
| Första omgången – 64 deltagande klubblag | Första omgången – 64 deltagande klubblag | Första omgången – 64 deltagande klubblag |
| ---------------------------------------- | ---------------------------------------- | ---------------------------------------- |
| Lag 1                                    | Resultat                                 | Lag 2                                    |
| Enhörna IF                               | 1–4                                      | Långholmen FC                            |
| Foc Farsta                               | 1–3                                      | IK Frej                                  |
| Husqvarna FF                             | 1–2                                      | IK Sleipner                              |
| Azech SF                                 | 0–3                                      | Hovslätts IK                             |
| IFK Berga                                | 1–2                                      | Ronneby BK                               |
| Salsåker-Ullångers IF                    | 1–2                                      | Selånger FK                              |
| IFK Mariestad                            | 1–2                                      | Motala AIF                               |
| Kvibille BK                              | 1–3                                      | Torns IF                                 |
| IFK Fjärås                               | 2–3                                      | Ramlösa Södra FF                         |
| Lerkils IF                               | 0–4                                      | IFK Uddevalla                            |
| Oxie IF                                  | 00004–6 (e.f.)                           | Åkarps IF                                |
| Skepplanda BTK                           | 0–4                                      | Lärje-Angered IF                         |
| Furulunds IK                             | 0–3                                      | Kristianstads FF                         |
| FC Höllviken                             | 2–1                                      | Limhamn Bunkeflo                         |
| Ölmestads IS                             | 2–4                                      | Dalstorps IF                             |
| IK Arvika                                | 00001–1 (e.f.) (0–3 str.)                | Rynninge IK                              |
| Guldhedens IK                            | 1–2                                      | Råslätts SK                              |
| Ljungby IF                               | 0–2                                      | Skövde AIK                               |
| Nyköpings BIS                            | 1–0                                      | Väsby United                             |
| Arameiska-Syrianska IF                   | 3–2                                      | Vasalunds IF                             |
| Edsbyns IF                               | 0–5                                      | Östersunds FK                            |
| IFK Västerås                             | 2–3                                      | Enskede IK                               |
| Sollentuna United                        | 00001–3 (e.f.)                           | IK Sirius                                |
| Falu FK                                  | 0–2                                      | Sandvikens IF                            |
| IFK Falköping                            | 1–3                                      | Örgryte IS                               |
| Valsta Syrianska IK                      | 2–1                                      | Akropolis IF                             |
| IK Sturehov                              | 00000–2 (e.f.)                           | Karlstad BK                              |
| Melleruds IF                             | 0–1                                      | Utsiktens BK                             |
| Ärentuna SK                              | 0–3                                      | FC Gute                                  |
| Kiruna FF                                | 1–2                                      | Mariehem SK                              |
| Torslanda IK                             | 1–0                                      | FC Trollhättan                           |
| Ängö BK                                  | 00001–1 (e.f.) (3–5 str.)                | IFK Hässleholm                           |

### Matcher
|             | 3 juni 2012 | Enhörna IF           | 1 – 4           | Långholmen FC                                                      | Friluftsgården                          |                                         |
| 16:00 UTC+2 | 16:00 UTC+2 | Mattias Lundberg 20′ | (1 – 1) Rapport | 11′, 81′ Andrew John O'Sullivan 52′ Billy Harkness 78′ Sammba Sowe | Södertälje Domare: Markus Guldbrandsson | Södertälje Domare: Markus Guldbrandsson |
| 16:00 UTC+2 | 16:00 UTC+2 |                      |                 |                                                                    | Södertälje Domare: Markus Guldbrandsson | Södertälje Domare: Markus Guldbrandsson |
| 16:00 UTC+2 | 16:00 UTC+2 |                      |                 |                                                                    | Södertälje Domare: Markus Guldbrandsson | Södertälje Domare: Markus Guldbrandsson |

|             | 6 juni 2012 | Foc Farsta         | 1 – 3           | IK Frej                                         | Farsta IP                                       |                                                 |
| 19:00 UTC+2 | 19:00 UTC+2 | Kevin Ahlqvist 10′ | (1 – 1) Rapport | 9′, 56′ (str.) Ivan Tedengren 84′ Emil Wiklundh | Stockholm Publik: 50 Domare: Mohammad Dabestani | Stockholm Publik: 50 Domare: Mohammad Dabestani |
| 19:00 UTC+2 | 19:00 UTC+2 |                    |                 |                                                 | Stockholm Publik: 50 Domare: Mohammad Dabestani | Stockholm Publik: 50 Domare: Mohammad Dabestani |
| 19:00 UTC+2 | 19:00 UTC+2 |                    |                 |                                                 | Stockholm Publik: 50 Domare: Mohammad Dabestani | Stockholm Publik: 50 Domare: Mohammad Dabestani |

|             | 27 juni 2012 | Husqvarna FF       | 1 – 2           | IK Sleipner                           | Vapenvallen                     |                                 |
| 19:00 UTC+2 | 19:00 UTC+2  | Jesper Ritheim 35′ | (1 – 2) Rapport | 4′ Mischell Miljevic 26′ Josef Haddad | Huskvarna Domare: Levente Szasz | Huskvarna Domare: Levente Szasz |
| 19:00 UTC+2 | 19:00 UTC+2  |                    |                 |                                       | Huskvarna Domare: Levente Szasz | Huskvarna Domare: Levente Szasz |
| 19:00 UTC+2 | 19:00 UTC+2  |                    |                 |                                       | Huskvarna Domare: Levente Szasz | Huskvarna Domare: Levente Szasz |

|             | 2 juli 2012 | Azech SF | 0 – 3           | Hovslätts IK                                     | Mamre IP                                       |                                                |
| 19:00 UTC+2 | 19:00 UTC+2 |          | (0 – 0) Rapport | 67′ Danni Malki 80′ Mattias Karlsson 83′ Linares | Norrköping Publik: 78 Domare: Patric Nyrenvall | Norrköping Publik: 78 Domare: Patric Nyrenvall |
| 19:00 UTC+2 | 19:00 UTC+2 |          |                 |                                                  | Norrköping Publik: 78 Domare: Patric Nyrenvall | Norrköping Publik: 78 Domare: Patric Nyrenvall |
| 19:00 UTC+2 | 19:00 UTC+2 |          |                 |                                                  | Norrköping Publik: 78 Domare: Patric Nyrenvall | Norrköping Publik: 78 Domare: Patric Nyrenvall |

|             | 21 juli 2012 | IFK Berga           | 1 – 2           | Ronneby BK                                 | Bergavik IP                                |                                            |
| 14:00 UTC+2 | 14:00 UTC+2  | Carl-Johan Holm 59′ | (0 – 1) Rapport | 39′ Håkan Hellblad 76′ Alexander Petersson | Kalmar Publik: 201 Domare: Marico Svilenko | Kalmar Publik: 201 Domare: Marico Svilenko |
| 14:00 UTC+2 | 14:00 UTC+2  |                     |                 |                                            | Kalmar Publik: 201 Domare: Marico Svilenko | Kalmar Publik: 201 Domare: Marico Svilenko |
| 14:00 UTC+2 | 14:00 UTC+2  |                     |                 |                                            | Kalmar Publik: 201 Domare: Marico Svilenko | Kalmar Publik: 201 Domare: Marico Svilenko |

|             | 21 juli 2012 | Salsåker-Ullångers IF | 1 – 2           | Selånger FK                     | Kinavallen                                 |                                            |
| 15:00 UTC+2 | 15:00 UTC+2  | Vladimir Tanurcov 78′ | (0 – 0) Rapport | 52′ Per Nyman 80′ Oliver Widahl | Ullånger Publik: 125 Domare: Ulrik Ulander | Ullånger Publik: 125 Domare: Ulrik Ulander |
| 15:00 UTC+2 | 15:00 UTC+2  |                       |                 |                                 | Ullånger Publik: 125 Domare: Ulrik Ulander | Ullånger Publik: 125 Domare: Ulrik Ulander |
| 15:00 UTC+2 | 15:00 UTC+2  |                       |                 |                                 | Ullånger Publik: 125 Domare: Ulrik Ulander | Ullånger Publik: 125 Domare: Ulrik Ulander |

|             | 23 juli 2012 | IFK Mariestad            | 1 – 2           | Motala AIF                                     | Lekevi IP                                  |                                            |
| 19:00 UTC+2 | 19:00 UTC+2  | Daniel Fredén 41′ (str.) | (1 – 1) Rapport | 27′ Daniel Svärd 86′ Alexander Magnusson Glaad | Mariestad Publik: 140 Domare: Per Rehnlund | Mariestad Publik: 140 Domare: Per Rehnlund |
| 19:00 UTC+2 | 19:00 UTC+2  |                          |                 |                                                | Mariestad Publik: 140 Domare: Per Rehnlund | Mariestad Publik: 140 Domare: Per Rehnlund |
| 19:00 UTC+2 | 19:00 UTC+2  |                          |                 |                                                | Mariestad Publik: 140 Domare: Per Rehnlund | Mariestad Publik: 140 Domare: Per Rehnlund |

|             | 28 juli 2012 | Kvibille BK       | 1 – 3           | Torns IF                                                    | Björkevi IP                              |                                          |
| 14:00 UTC+2 | 14:00 UTC+2  | Viktor Jarälv 21′ | (1 – 1) Rapport | 3′ Christopher Nilsson 59′ Ruben Grönevik 74′ Jesper Rendin | Kvibille Publik: 122 Domare: Henrik Hall | Kvibille Publik: 122 Domare: Henrik Hall |
| 14:00 UTC+2 | 14:00 UTC+2  |                   |                 |                                                             | Kvibille Publik: 122 Domare: Henrik Hall | Kvibille Publik: 122 Domare: Henrik Hall |
| 14:00 UTC+2 | 14:00 UTC+2  |                   |                 |                                                             | Kvibille Publik: 122 Domare: Henrik Hall | Kvibille Publik: 122 Domare: Henrik Hall |

|             | 28 juli 2012 | IFK Fjärås                                | 2 – 3           | Ramlösa Södra FF                                                       | Ögärdets IP                                    |                                                |
| 15:00 UTC+2 | 15:00 UTC+2  | Philip Salomonsson 67′ Albin Eriksson 72′ | (0 – 0) Rapport | 84′ Hesam Rajabieh Fard 87′ Robin Nicklasson Lantz 90′ Victor Wahlgren | Kungsbacka Publik: 170 Domare: Andreas Wanjura | Kungsbacka Publik: 170 Domare: Andreas Wanjura |
| 15:00 UTC+2 | 15:00 UTC+2  |                                           |                 |                                                                        | Kungsbacka Publik: 170 Domare: Andreas Wanjura | Kungsbacka Publik: 170 Domare: Andreas Wanjura |
| 15:00 UTC+2 | 15:00 UTC+2  |                                           |                 |                                                                        | Kungsbacka Publik: 170 Domare: Andreas Wanjura | Kungsbacka Publik: 170 Domare: Andreas Wanjura |

|             | 29 juli 2012 | Lerkils IF | 0 – 6           | IFK Uddevalla                                                                    | Ledets IP                        |                                  |
| 16:00 UTC+2 | 16:00 UTC+2  |            | (0 – 4) Rapport | 17′, 27′, 31′ Jesper Andreasson 38′ Robert Bagger 90′, 90′ Mahmoud Abed-Al-Mouti | Kungsbacka Domare: Johan Lindvig | Kungsbacka Domare: Johan Lindvig |
| 16:00 UTC+2 | 16:00 UTC+2  |            |                 |                                                                                  | Kungsbacka Domare: Johan Lindvig | Kungsbacka Domare: Johan Lindvig |
| 16:00 UTC+2 | 16:00 UTC+2  |            |                 |                                                                                  | Kungsbacka Domare: Johan Lindvig | Kungsbacka Domare: Johan Lindvig |

|             | 31 juli 2012 | Oxie IF                                                                           | 0000 4 – 6 (e.fl.) | Åkarps IF | Oxie IP                                 |                                         |
| 19:00 UTC+2 | 19:00 UTC+2  | Kevin Månsson 47′ Kevin Almqvist 79′ (str.) Steven Gil 87′ Eirikur Thorisson 100′ | (0 – 2) Rapport    | 30′, 117′, 120′ Eremal Zejnullahu 38′ André Johansson 90′ Erik Emanuelsson 112′ Mattias Silfverberg Folkesson | Oxie Publik: 107 Domare: Jesper Persson | Oxie Publik: 107 Domare: Jesper Persson |
| 19:00 UTC+2 | 19:00 UTC+2  |                                                                                   |                    | | Oxie Publik: 107 Domare: Jesper Persson | Oxie Publik: 107 Domare: Jesper Persson |
| 19:00 UTC+2 | 19:00 UTC+2  |                                                                                   |                    | | Oxie Publik: 107 Domare: Jesper Persson | Oxie Publik: 107 Domare: Jesper Persson |

|             | 31 juli 2012 | Skepplanda BTK | 0 – 4           | Lärje-Angered IF                                                                          | Forsvallen                       |                                  |
| 19:00 UTC+2 | 19:00 UTC+2  |                | (0 – 3) Rapport | 2′ Prince Ehiorobo 38′ Nedim Dzafic 40′ Ferhat Ahmet Sammar 62′ Maximilian Maximiliansson | Skepplanda Domare: Niklas Nyberg | Skepplanda Domare: Niklas Nyberg |
| 19:00 UTC+2 | 19:00 UTC+2  |                |                 |                                                                                           | Skepplanda Domare: Niklas Nyberg | Skepplanda Domare: Niklas Nyberg |
| 19:00 UTC+2 | 19:00 UTC+2  |                |                 |                                                                                           | Skepplanda Domare: Niklas Nyberg | Skepplanda Domare: Niklas Nyberg |

|             | 1 augusti 2012 | Furulunds IK | 0 – 3           | Kristianstads FF                                   | Ljungvalla IP                                |                                              |
| 19:00 UTC+2 | 19:00 UTC+2    |              | (0 – 2) Rapport | 4′, 77′ Jörgen Dahlskog Nilsson 27′ Muhamet Ahmeti | Furulund Publik: 60 Domare: Niklas Andersson | Furulund Publik: 60 Domare: Niklas Andersson |
| 19:00 UTC+2 | 19:00 UTC+2    |              |                 |                                                    | Furulund Publik: 60 Domare: Niklas Andersson | Furulund Publik: 60 Domare: Niklas Andersson |
| 19:00 UTC+2 | 19:00 UTC+2    |              |                 |                                                    | Furulund Publik: 60 Domare: Niklas Andersson | Furulund Publik: 60 Domare: Niklas Andersson |

|             | 1 augusti 2012 | FC Höllviken                                        | 2 – 1           | Limhamn Bunkeflo | Höllvikens IP                                 |                                               |
| 19:00 UTC+2 | 19:00 UTC+2    | Andreas Persson 83′ (str.) Christopher Enarsson 88′ | (0 – 1) Rapport | 6′ Bovar Karim   | Höllviken Publik: 100 Domare: Namik Idrizovic | Höllviken Publik: 100 Domare: Namik Idrizovic |
| 19:00 UTC+2 | 19:00 UTC+2    |                                                     |                 |                  | Höllviken Publik: 100 Domare: Namik Idrizovic | Höllviken Publik: 100 Domare: Namik Idrizovic |
| 19:00 UTC+2 | 19:00 UTC+2    |                                                     |                 |                  | Höllviken Publik: 100 Domare: Namik Idrizovic | Höllviken Publik: 100 Domare: Namik Idrizovic |

|             | 1 augusti 2012 | Ölmestads IS                             | 2 – 4           | Dalstorps IF                           | ÖIS-gården                                          |                                                     |
| 19:00 UTC+2 | 19:00 UTC+2    | Ludwig Wreland 2′ Jimmy Björk 64′ (str.) | (1 – 2) Rapport | 20′, 25′, 52′, 90′ Christian Magnusson | Jönköping Publik: 300 Domare: Julian Poulsen Sosefo | Jönköping Publik: 300 Domare: Julian Poulsen Sosefo |
| 19:00 UTC+2 | 19:00 UTC+2    |                                          |                 |                                        | Jönköping Publik: 300 Domare: Julian Poulsen Sosefo | Jönköping Publik: 300 Domare: Julian Poulsen Sosefo |
| 19:00 UTC+2 | 19:00 UTC+2    |                                          |                 |                                        | Jönköping Publik: 300 Domare: Julian Poulsen Sosefo | Jönköping Publik: 300 Domare: Julian Poulsen Sosefo |

|             | 1 augusti 2012 | IK Arvika                  | 0000 1 – 1 (e.fl.) | Rynninge IK           | Solviksvallen             |                           |
| 19:00 UTC+2 | 19:00 UTC+2    | Thomas Berntsson 88′       | (0 – 0) Rapport    | 63′ Chriss Henriksson | Arvika Domare: Johan Owén | Arvika Domare: Johan Owén |
| 19:00 UTC+2 | 19:00 UTC+2    |                            |                    |                       | Arvika Domare: Johan Owén | Arvika Domare: Johan Owén |
| 19:00 UTC+2 | 19:00 UTC+2    | Straffsparksläggning 0 – 3 |                    |                       | Arvika Domare: Johan Owén | Arvika Domare: Johan Owén |

|             | 1 augusti 2012 | Guldhedens IK           | 1 – 2           | Råslätts SK                              | Apelsinplanens konstgräs                    |                                             |
| 19:00 UTC+2 | 19:00 UTC+2    | Drolin Sassi 65′ (str.) | (0 – 1) Rapport | 28′ Miachael Ibrahim 85′ Dijan Vukojevic | Göteborg Publik: 50 Domare: Marcus Lundgren | Göteborg Publik: 50 Domare: Marcus Lundgren |
| 19:00 UTC+2 | 19:00 UTC+2    |                         |                 |                                          | Göteborg Publik: 50 Domare: Marcus Lundgren | Göteborg Publik: 50 Domare: Marcus Lundgren |
| 19:00 UTC+2 | 19:00 UTC+2    |                         |                 |                                          | Göteborg Publik: 50 Domare: Marcus Lundgren | Göteborg Publik: 50 Domare: Marcus Lundgren |

|             | 1 augusti 2012 | Ljungby IF | 0 – 2           | Skövde AIK                | Lagavallen                              |                                         |
| 19:00 UTC+2 | 19:00 UTC+2    |            | (0 – 1) Rapport | 45′, 85′ Sebastian Olsson | Ljungby Publik: 187 Domare: Victor Wolf | Ljungby Publik: 187 Domare: Victor Wolf |
| 19:00 UTC+2 | 19:00 UTC+2    |            |                 |                           | Ljungby Publik: 187 Domare: Victor Wolf | Ljungby Publik: 187 Domare: Victor Wolf |
| 19:00 UTC+2 | 19:00 UTC+2    |            |                 |                           | Ljungby Publik: 187 Domare: Victor Wolf | Ljungby Publik: 187 Domare: Victor Wolf |

|             | 1 augusti 2012 | Nyköpings BIS            | 1 – 0           | Väsby United | Rosvalla IP                             |                                         |
| 19:00 UTC+2 | 19:00 UTC+2    | Marcio da Silva Rosa 58′ | (0 – 0) Rapport |              | Nyköping Publik: 250 Domare: Johan Fält | Nyköping Publik: 250 Domare: Johan Fält |
| 19:00 UTC+2 | 19:00 UTC+2    |                          |                 |              | Nyköping Publik: 250 Domare: Johan Fält | Nyköping Publik: 250 Domare: Johan Fält |
| 19:00 UTC+2 | 19:00 UTC+2    |                          |                 |              | Nyköping Publik: 250 Domare: Johan Fält | Nyköping Publik: 250 Domare: Johan Fält |

|             | 1 augusti 2012 | Arameisk-Syrianska IF                    | 3 – 2           | Vasalunds IF                      | Brunna IP                         |                                   |
| 19:00 UTC+2 | 19:00 UTC+2    | Stefan Ostojic 38′ Mattias Genc 45′, 74′ | (2 – 2) Rapport | 4′ Emil Johansson 35′ Mahmoud Eid | Stockholm Domare: Björn Särnbrink | Stockholm Domare: Björn Särnbrink |
| 19:00 UTC+2 | 19:00 UTC+2    |                                          |                 |                                   | Stockholm Domare: Björn Särnbrink | Stockholm Domare: Björn Särnbrink |
| 19:00 UTC+2 | 19:00 UTC+2    |                                          |                 |                                   | Stockholm Domare: Björn Särnbrink | Stockholm Domare: Björn Särnbrink |

|             | 1 augusti 2012 | Edsbyns IF | 0 – 5           | Östersunds FK                                                                   | Öns IP                                    |                                           |
| 19:00 UTC+2 | 19:00 UTC+2    |            | (0 – 1) Rapport | 20′, 53′ David Accam 56′ Bobo Sollander Jansson 70′ Felix Nordin 77′ Tom Perman | Edsbyn Publik: 170 Domare: Mohamed Nablsi | Edsbyn Publik: 170 Domare: Mohamed Nablsi |
| 19:00 UTC+2 | 19:00 UTC+2    |            |                 |                                                                                 | Edsbyn Publik: 170 Domare: Mohamed Nablsi | Edsbyn Publik: 170 Domare: Mohamed Nablsi |
| 19:00 UTC+2 | 19:00 UTC+2    |            |                 |                                                                                 | Edsbyn Publik: 170 Domare: Mohamed Nablsi | Edsbyn Publik: 170 Domare: Mohamed Nablsi |

|             | 1 augusti 2012 | IFK Västerås         | 2 – 3           | Enskede IK                                                 | Swedbank Park                   |                                 |
| 19:30 UTC+2 | 19:30 UTC+2    | Mikael Rodin 3′, 90′ | (1 – 1) Rapport | 26′ Patrik Ståhl 48′ Tobias Gidlund 90+7′ (sjm.) John Bäck | Västerås Domare: Joakim Östling | Västerås Domare: Joakim Östling |
| 19:30 UTC+2 | 19:30 UTC+2    |                      |                 |                                                            | Västerås Domare: Joakim Östling | Västerås Domare: Joakim Östling |
| 19:30 UTC+2 | 19:30 UTC+2    |                      |                 |                                                            | Västerås Domare: Joakim Östling | Västerås Domare: Joakim Östling |

|             | 1 augusti 2012 | Sollentuna United | 0000 1 – 3 (e.fl.) | IK Sirius                                                   | Sollentunavallen                 |                                  |
| 19:30 UTC+2 | 19:30 UTC+2    | Sami Nador 90′    | (0 – 0) Rapport    | 85′, 120′ Alagi Dodou Matar Sosseh 119′ Christer Gustafsson | Stockholm Domare: Jonas Bäcklund | Stockholm Domare: Jonas Bäcklund |
| 19:30 UTC+2 | 19:30 UTC+2    |                   |                    |                                                             | Stockholm Domare: Jonas Bäcklund | Stockholm Domare: Jonas Bäcklund |
| 19:30 UTC+2 | 19:30 UTC+2    |                   |                    |                                                             | Stockholm Domare: Jonas Bäcklund | Stockholm Domare: Jonas Bäcklund |

|             | 2 augusti 2012 | Falu FK | 0 – 2           | Sandvikens IF                         | Kopparvallen                              |                                           |
| 19:00 UTC+2 | 19:00 UTC+2    |         | (0 – 2) Rapport | 21′ Björn Berglund 33′ Joel Stillmark | Falun Publik: 250 Domare: Patrik Almkvist | Falun Publik: 250 Domare: Patrik Almkvist |
| 19:00 UTC+2 | 19:00 UTC+2    |         |                 |                                       | Falun Publik: 250 Domare: Patrik Almkvist | Falun Publik: 250 Domare: Patrik Almkvist |
| 19:00 UTC+2 | 19:00 UTC+2    |         |                 |                                       | Falun Publik: 250 Domare: Patrik Almkvist | Falun Publik: 250 Domare: Patrik Almkvist |

|             | 3 augusti 2012 | IFK Falköping        | 1 – 3           | Örgryte IS                             | Odenplan                                     |                                              |
| 19:00 UTC+2 | 19:00 UTC+2    | Jerry Westerberg 31′ | (1 – 0) Rapport | 66′, 89′ Johan Hedman 87′ Oskar Wallén | Falköping Publik: 325 Domare: Fredrik Olsson | Falköping Publik: 325 Domare: Fredrik Olsson |
| 19:00 UTC+2 | 19:00 UTC+2    |                      |                 |                                        | Falköping Publik: 325 Domare: Fredrik Olsson | Falköping Publik: 325 Domare: Fredrik Olsson |
| 19:00 UTC+2 | 19:00 UTC+2    |                      |                 |                                        | Falköping Publik: 325 Domare: Fredrik Olsson | Falköping Publik: 325 Domare: Fredrik Olsson |

|             | 3 augusti 2012 | Valsta Syrianska IK  | 2 – 1           | Akropolis IF            | Midgårdsvallen                             |                                            |
| 19:00 UTC+2 | 19:00 UTC+2    | Uchenna Ike 27′, 41′ | (2 – 0) Rapport | 68′ Christoffer Katenda | Sigtuna Publik: 102 Domare: Metin Yildirim | Sigtuna Publik: 102 Domare: Metin Yildirim |
| 19:00 UTC+2 | 19:00 UTC+2    |                      |                 |                         | Sigtuna Publik: 102 Domare: Metin Yildirim | Sigtuna Publik: 102 Domare: Metin Yildirim |
| 19:00 UTC+2 | 19:00 UTC+2    |                      |                 |                         | Sigtuna Publik: 102 Domare: Metin Yildirim | Sigtuna Publik: 102 Domare: Metin Yildirim |

|             | 4 augusti 2012 | IK Sturehov | 0000 0 – 2 (e.fl.) | Karlstad BK                         | Sörbyvallen                          |                                      |
| 15:00 UTC+2 | 15:00 UTC+2    |             | (0 – 0) Rapport    | 100′ Amir Noajnas 105′ Erik Nilsson | Örebro Domare: Alexander Milovanovic | Örebro Domare: Alexander Milovanovic |
| 15:00 UTC+2 | 15:00 UTC+2    |             |                    |                                     | Örebro Domare: Alexander Milovanovic | Örebro Domare: Alexander Milovanovic |
| 15:00 UTC+2 | 15:00 UTC+2    |             |                    |                                     | Örebro Domare: Alexander Milovanovic | Örebro Domare: Alexander Milovanovic |

|             | 4 augusti 2012 | Melleruds IF | 0 – 1           | Utsiktens BK      | Rådavallen                                  |                                             |
| 15:00 UTC+2 | 15:00 UTC+2    |              | (0 – 1) Rapport | 12′ Mihael Jevtic | Mellerud Publik: 130 Domare: Ulrik Hedfjärd | Mellerud Publik: 130 Domare: Ulrik Hedfjärd |
| 15:00 UTC+2 | 15:00 UTC+2    |              |                 |                   | Mellerud Publik: 130 Domare: Ulrik Hedfjärd | Mellerud Publik: 130 Domare: Ulrik Hedfjärd |
| 15:00 UTC+2 | 15:00 UTC+2    |              |                 |                   | Mellerud Publik: 130 Domare: Ulrik Hedfjärd | Mellerud Publik: 130 Domare: Ulrik Hedfjärd |

|             | 5 augusti 2012 | Ärentuna SK | 0 – 3           | FC Gute                                                          | Ärentuna IP                                  |                                              |
| 12:00 UTC+2 | 12:00 UTC+2    |             | (0 – 3) Rapport | 27′ Goran Cuckovic 36′ (str.) Marcus Nobell 42′ Jakob Strandberg | Ärentuna Publik: 100 Domare: Pontus Orebrand | Ärentuna Publik: 100 Domare: Pontus Orebrand |
| 12:00 UTC+2 | 12:00 UTC+2    |             |                 |                                                                  | Ärentuna Publik: 100 Domare: Pontus Orebrand | Ärentuna Publik: 100 Domare: Pontus Orebrand |
| 12:00 UTC+2 | 12:00 UTC+2    |             |                 |                                                                  | Ärentuna Publik: 100 Domare: Pontus Orebrand | Ärentuna Publik: 100 Domare: Pontus Orebrand |

|             | 5 augusti 2012 | Kiruna FF          | 1 – 2           | Mariehem SK                        | Lombia IP                                  |                                            |
| 13:00 UTC+2 | 13:00 UTC+2    | Anders Mannela 44′ | (1 – 2) Rapport | 4′ Kim Lundmark 45′ Daniel Larsson | Kiruna Publik: 65 Domare: Per Anders Blind | Kiruna Publik: 65 Domare: Per Anders Blind |
| 13:00 UTC+2 | 13:00 UTC+2    |                    |                 |                                    | Kiruna Publik: 65 Domare: Per Anders Blind | Kiruna Publik: 65 Domare: Per Anders Blind |
| 13:00 UTC+2 | 13:00 UTC+2    |                    |                 |                                    | Kiruna Publik: 65 Domare: Per Anders Blind | Kiruna Publik: 65 Domare: Per Anders Blind |

|             | 5 augusti 2012 | Torslanda IK           | 1 – 0           | FC Trollhättan | Torslandavallen                  |                                  |
| 15:00 UTC+2 | 15:00 UTC+2    | Edwin Phiri 62′ (sjm.) | (0 – 0) Rapport |                | Göteborg Domare: Haris Memisević | Göteborg Domare: Haris Memisević |
| 15:00 UTC+2 | 15:00 UTC+2    |                        |                 |                | Göteborg Domare: Haris Memisević | Göteborg Domare: Haris Memisević |
| 15:00 UTC+2 | 15:00 UTC+2    |                        |                 |                | Göteborg Domare: Haris Memisević | Göteborg Domare: Haris Memisević |

|             | 5 augusti 2012 | Ängö BK                    | 0000 1 – 1 (e.fl.) | IFK Hässleholm    | Fredriksskans IP                         |                                          |
| 17:00 UTC+2 | 17:00 UTC+2    | Rajmond Marku 35′          | (1 – 1) Rapport    | 20′ Joel Svensson | Kalmar Publik: 150 Domare: Martin Brandt | Kalmar Publik: 150 Domare: Martin Brandt |
| 17:00 UTC+2 | 17:00 UTC+2    |                            |                    |                   | Kalmar Publik: 150 Domare: Martin Brandt | Kalmar Publik: 150 Domare: Martin Brandt |
| 17:00 UTC+2 | 17:00 UTC+2    | Straffsparksläggning 3 – 5 |                    |                   | Kalmar Publik: 150 Domare: Martin Brandt | Kalmar Publik: 150 Domare: Martin Brandt |

## Omgång 2

### Sammanfattning
| Andra omgången – 64 deltagande klubblag | Andra omgången – 64 deltagande klubblag | Andra omgången – 64 deltagande klubblag |
| --------------------------------------- | --------------------------------------- | --------------------------------------- |
| Lag 1                                   | Resultat                                | Lag 2                                   |
| IK Sirius                               | 00001–1 (e.f.)                          | Hammarby IF                             |
| IK Frej                                 | 2–1                                     | Trelleborgs FF                          |
| Enskede IK                              | 0–1                                     | Landskrona BoIS                         |
| Lärje-Angered                           | 00001–1 (e.f.) (2–3 str.)               | Östers IF                               |
| Kristianstads FF                        | 1–2                                     | Falkenbergs FF                          |
| IFK Uddevalla                           | 0–7                                     | Syrianska FC                            |
| Ronneby BK                              | 2–5                                     | Halmstads BK                            |
| Nyköpings BIS                           | 00005–3 (e.f.)                          | IF Brommapojkarna                       |
| IFK Hässleholm                          | 0–2                                     | Umeå FC                                 |
| Ramlösa Södra FF                        | 0–7                                     | Assyriska FF                            |
| Östersunds FK                           | 0–3                                     | Mjällby AIF                             |
| Rynninge IK                             | 0–2                                     | IFK Norrköping                          |
| Karlstad BK                             | 00000–0 (e.f.) (3–4 str.)               | Gefle IF                                |
| Arameiska-Syrianska IF                  | 1–3                                     | GIF Sundsvall                           |
| Valsta Syrianska IK                     | 0–1                                     | IK Brage                                |
| Selånger FK                             | 0–6                                     | Ljungskile SK                           |
| Mariehem SK                             | 0–2                                     | Örebro SK                               |
| Torns IF                                | 1–2                                     | Ängelholms IF                           |
| Motala AIF                              | 1–2                                     | Varbergs BoIS                           |
| Skövde AIK                              | 0–3                                     | Åtvidabergs FF                          |
| Örgryte IS                              | 3–0                                     | Degerfors IF                            |
| Råslätts SK                             | 2–3                                     | IFK Värnamo                             |
| Åkarps IF                               | 0–3                                     | BK Häcken                               |
| Utsiktens BK                            | 0–3                                     | Gais                                    |
| IK Sleipner                             | 00000–2 (e.f.)                          | Jönköpings Södra IF                     |
| Dalstorps IF                            | 1–5                                     | Djurgårdens IF                          |
| FC Gute                                 | 0–4                                     | Kalmar FF                               |
| Långholmen FC                           | 0–9                                     | IFK Göteborg                            |
| Sandvikens IF                           | 00003–6 (e.f.)                          | Malmö FF                                |
| Torslanda IK                            | 0–1                                     | AIK                                     |
| FC Höllviken                            | 1–2                                     | Helsingborgs IF                         |
| Hovslätts IK                            | 0–4                                     | IF Elfsborg                             |

### Matcher
|             | 16 augusti 2012 | IK Sirius                  | 0000 1 – 1 (e.fl.) | Hammarby IF      | Studenternas IP                 |                                 |
| 19:00 UTC+2 | 19:00 UTC+2     | Alagi Sosseh 45′           | (1 – 0) Rapport    | 68′ Adis Husidić | Uppsala Domare: Tobias Mattsson | Uppsala Domare: Tobias Mattsson |
| 19:00 UTC+2 | 19:00 UTC+2     |                            |                    |                  | Uppsala Domare: Tobias Mattsson | Uppsala Domare: Tobias Mattsson |
| 19:00 UTC+2 | 19:00 UTC+2     | Straffsparksläggning 4 – 3 |                    |                  | Uppsala Domare: Tobias Mattsson | Uppsala Domare: Tobias Mattsson |

|             | 18 augusti 2012 | IK Frej                                   | 2 – 1           | Trelleborgs FF      | Vikingavallen             |                           |
| 14:00 UTC+2 | 14:00 UTC+2     | Matias Pimentel 26′ Dragomir Draganov 66′ | (1 – 0) Rapport | 56′ Zoran Jovanović | Täby Domare: Johan Thalin | Täby Domare: Johan Thalin |
| 14:00 UTC+2 | 14:00 UTC+2     |                                           |                 |                     | Täby Domare: Johan Thalin | Täby Domare: Johan Thalin |
| 14:00 UTC+2 | 14:00 UTC+2     |                                           |                 |                     | Täby Domare: Johan Thalin | Täby Domare: Johan Thalin |

|             | 18 augusti 2012 | Enskede IK | 0 – 1           | Landskrona BoIS    | Enskede IP                                       |                                                  |
| 14:00 UTC+2 | 14:00 UTC+2     |            | (0 – 1) Rapport | 16′ Alexander Zaim | Stockholm Publik: 349 Domare: Stefan Johannesson | Stockholm Publik: 349 Domare: Stefan Johannesson |
| 14:00 UTC+2 | 14:00 UTC+2     |            |                 |                    | Stockholm Publik: 349 Domare: Stefan Johannesson | Stockholm Publik: 349 Domare: Stefan Johannesson |
| 14:00 UTC+2 | 14:00 UTC+2     |            |                 |                    | Stockholm Publik: 349 Domare: Stefan Johannesson | Stockholm Publik: 349 Domare: Stefan Johannesson |

|             | 18 augusti 2012 | Lärje-Angereds IF                                                             | 0000 1 – 1 (e.fl.)         | Östers IF                                                  | Bläsebovallen                              |                                            |
| 14:00 UTC+2 | 14:00 UTC+2     | Hadi Hamzeh 42′                                                               | (1 – 1) Rapport            | 40′ Matteo Blomqvist-Zampi                                 | Göteborg Publik: 274 Domare: Bojan Pandzic | Göteborg Publik: 274 Domare: Bojan Pandzic |
| 14:00 UTC+2 | 14:00 UTC+2     |                                                                               |                            |                                                            | Göteborg Publik: 274 Domare: Bojan Pandzic | Göteborg Publik: 274 Domare: Bojan Pandzic |
| 14:00 UTC+2 | 14:00 UTC+2     | Prince Ehiorobo Ibrahim Alushaj Enis Radoncic Aleksander Yildirim Hadi Hamzeh | Straffsparksläggning 2 – 3 | Freddy Söderberg Mario Vasilj Denis Velić Andreas Wihlborg | Göteborg Publik: 274 Domare: Bojan Pandzic | Göteborg Publik: 274 Domare: Bojan Pandzic |

|             | 18 augusti 2012 | Kristianstads FF          | 1 – 2           | Falkenbergs FF        | Kristianstads IP                  |                                   |
| 15:00 UTC+2 | 15:00 UTC+2     | Temple Kelechi Omeonu 48′ | (0 – 1) Rapport | 13′, 53′ Victor Sköld | Kristianstad Domare: Nermin Cisic | Kristianstad Domare: Nermin Cisic |
| 15:00 UTC+2 | 15:00 UTC+2     |                           |                 |                       | Kristianstad Domare: Nermin Cisic | Kristianstad Domare: Nermin Cisic |
| 15:00 UTC+2 | 15:00 UTC+2     |                           |                 |                       | Kristianstad Domare: Nermin Cisic | Kristianstad Domare: Nermin Cisic |

|             | 18 augusti 2012 | IFK Uddevalla | 0 – 7           | Syrianska FC | Kamratgården                               |                                            |
| 15:00 UTC+2 | 15:00 UTC+2     |               | (0 – 3) Rapport | 8′ Josef Ibrahim 40′ Dinko Felić 45′ (sjm.) Mathias Hegeland 47′, 52′ Sharbel Touma 81′ (sjm.) Fredrik Brändén 83′ George Mourad | Uddevalla Publik: 350 Domare: Glenn Nyberg | Uddevalla Publik: 350 Domare: Glenn Nyberg |
| 15:00 UTC+2 | 15:00 UTC+2     |               |                 | | Uddevalla Publik: 350 Domare: Glenn Nyberg | Uddevalla Publik: 350 Domare: Glenn Nyberg |
| 15:00 UTC+2 | 15:00 UTC+2     |               |                 | | Uddevalla Publik: 350 Domare: Glenn Nyberg | Uddevalla Publik: 350 Domare: Glenn Nyberg |

|             | 18 augusti 2012 | Ronneby BK                 | 2 – 5           | Halmstads BK                                                                         | Brunnsvallen                  |                               |
| 15:00 UTC+2 | 15:00 UTC+2     | Alexander etersson 8′, 34′ | (2 – 2) Rapport | 4′ Marcus Antonsson 20′ Joakim Wrele 75′, 86′ Mikael Boman 83′ Kristinn Steindórsson | Ronneby Domare: Levente Szasz | Ronneby Domare: Levente Szasz |
| 15:00 UTC+2 | 15:00 UTC+2     |                            |                 |                                                                                      | Ronneby Domare: Levente Szasz | Ronneby Domare: Levente Szasz |
| 15:00 UTC+2 | 15:00 UTC+2     |                            |                 |                                                                                      | Ronneby Domare: Levente Szasz | Ronneby Domare: Levente Szasz |

|             | 18 augusti 2012 | Nyköpings BIS                                                                                           | 0000 5 – 3 (e.fl.) | IF Brommapojkarna                                             | Rosvalla IP                    |                                |
| 15:00 UTC+2 | 15:00 UTC+2     | Alexander Jansson 36′ Oscar Karlsson 61′ Marcio da Silva Rosa 90′ Paul Torres 116′ Dagoberto Funes 118′ | (1 – 2) Rapport    | 18′ Aziz Corr Nyang 19′ Pablo Piñones-Arce 54′ Joakim Lindner | Nyköping Domare: Dragan Banjac | Nyköping Domare: Dragan Banjac |
| 15:00 UTC+2 | 15:00 UTC+2     | |                    |                                                               | Nyköping Domare: Dragan Banjac | Nyköping Domare: Dragan Banjac |
| 15:00 UTC+2 | 15:00 UTC+2     | |                    |                                                               | Nyköping Domare: Dragan Banjac | Nyköping Domare: Dragan Banjac |

|             | 18 augusti 2012 | IFK Hässleholm | 0 – 2           | Umeå FC                                    | Österås IP                        |                                   |
| 15:30 UTC+2 | 15:30 UTC+2     |                | (0 – 1) Rapport | 45′ Henrik Stennström 59′ Simon Mårtensson | Hässleholm Domare: Kaspar Sjöberg | Hässleholm Domare: Kaspar Sjöberg |
| 15:30 UTC+2 | 15:30 UTC+2     |                |                 |                                            | Hässleholm Domare: Kaspar Sjöberg | Hässleholm Domare: Kaspar Sjöberg |
| 15:30 UTC+2 | 15:30 UTC+2     |                |                 |                                            | Hässleholm Domare: Kaspar Sjöberg | Hässleholm Domare: Kaspar Sjöberg |

|             | 18 augusti 2012 | Ramlösa Södra FF | 0 – 7           | Assyriska FF                                                                                                 | Hedens IP                                     |                                               |
| 16:00 UTC+2 | 16:00 UTC+2     |                  | (0 – 2) Rapport | 13′, 73′, 78′ Mikael Thorstensson 38′ Fuad Hyseni 51′ Haris Donoukarás 69′ George Makdessi 83′ Admir Ćatović | Helsingborg Publik: 121 Domare: Michel Ekberg | Helsingborg Publik: 121 Domare: Michel Ekberg |
| 16:00 UTC+2 | 16:00 UTC+2     |                  |                 | | Helsingborg Publik: 121 Domare: Michel Ekberg | Helsingborg Publik: 121 Domare: Michel Ekberg |
| 16:00 UTC+2 | 16:00 UTC+2     |                  |                 | | Helsingborg Publik: 121 Domare: Michel Ekberg | Helsingborg Publik: 121 Domare: Michel Ekberg |

|             | 18 augusti 2012 | Östersunds FK | 0 – 3           | Mjällby AIF                                        | Jämtkraft Arena                                    |                                                    |
| 16:00 UTC+2 | 16:00 UTC+2     |               | (0 – 2) Rapport | 41′ Marcus Ekenberg 44′ (sjm.) 89′ Viktor Agardius | Östersund Publik: 2 461 Domare: Niklas Abrahamsson | Östersund Publik: 2 461 Domare: Niklas Abrahamsson |
| 16:00 UTC+2 | 16:00 UTC+2     |               |                 |                                                    | Östersund Publik: 2 461 Domare: Niklas Abrahamsson | Östersund Publik: 2 461 Domare: Niklas Abrahamsson |
| 16:00 UTC+2 | 16:00 UTC+2     |               |                 |                                                    | Östersund Publik: 2 461 Domare: Niklas Abrahamsson | Östersund Publik: 2 461 Domare: Niklas Abrahamsson |

|             | 18 augusti 2012 | Rynninge IK | 0 – 2           | IFK Norrköping                                       | Grenadjärvallen                              |                                              |
| 16:00 UTC+2 | 16:00 UTC+2     |             | (0 – 1) Rapport | 30′ Christoffer Nyman 50′ Gunnar Heidar Thorvaldsson | Örebro Publik: 423 Domare: Mohammed Al-Hakim | Örebro Publik: 423 Domare: Mohammed Al-Hakim |
| 16:00 UTC+2 | 16:00 UTC+2     |             |                 |                                                      | Örebro Publik: 423 Domare: Mohammed Al-Hakim | Örebro Publik: 423 Domare: Mohammed Al-Hakim |
| 16:00 UTC+2 | 16:00 UTC+2     |             |                 |                                                      | Örebro Publik: 423 Domare: Mohammed Al-Hakim | Örebro Publik: 423 Domare: Mohammed Al-Hakim |

|             | 18 augusti 2012 | Karlstad BK                                                                                   | 0000 0 – 0 (e.fl.)         | Gefle IF                                                                                        | Tingvalla IP                               |                                            |
| 16:00 UTC+2 | 16:00 UTC+2     |                                                                                               | Rapport                    |                                                                                                 | Karlstad Publik: 277 Domare: Andreas Svahn | Karlstad Publik: 277 Domare: Andreas Svahn |
| 16:00 UTC+2 | 16:00 UTC+2     |                                                                                               |                            |                                                                                                 | Karlstad Publik: 277 Domare: Andreas Svahn | Karlstad Publik: 277 Domare: Andreas Svahn |
| 16:00 UTC+2 | 16:00 UTC+2     | Erik Wennberg Andreas Gunnarsson Emil Mårtensson Victor de Souza Amir Noajnas Gazmend Bahtiri | Straffsparksläggning 3 – 4 | Mikael Dahlberg Alexander Faltsetas Daniel Bernhardsson Linus Malmborg Eric Larsson Jens Portin | Karlstad Publik: 277 Domare: Andreas Svahn | Karlstad Publik: 277 Domare: Andreas Svahn |

|             | 18 augusti 2012 | Arameiska-Syrianska IF | 1 – 3           | GIF Sundsvall                        | Brunna IP                      |                                |
| 17:00 UTC+2 | 17:00 UTC+2     | Charbel Georges 27′    | (1 – 1) Rapport | 1′, 66′ Fredrik Holster 54′ Pa Dibba | Stockholm Domare: Johan Hamlin | Stockholm Domare: Johan Hamlin |
| 17:00 UTC+2 | 17:00 UTC+2     |                        |                 |                                      | Stockholm Domare: Johan Hamlin | Stockholm Domare: Johan Hamlin |
| 17:00 UTC+2 | 17:00 UTC+2     |                        |                 |                                      | Stockholm Domare: Johan Hamlin | Stockholm Domare: Johan Hamlin |

|             | 18 augusti 2012 | Valsta Syrianska IK | 0 – 1           | IK Brage          | Midgårdsvallen                  |                                 |
| 18:00 UTC+2 | 18:00 UTC+2     |                     | (0 – 1) Rapport | 18′ Peter Nilsson | Sigtuna Domare: Björn Särnbrink | Sigtuna Domare: Björn Särnbrink |
| 18:00 UTC+2 | 18:00 UTC+2     |                     |                 |                   | Sigtuna Domare: Björn Särnbrink | Sigtuna Domare: Björn Särnbrink |
| 18:00 UTC+2 | 18:00 UTC+2     |                     |                 |                   | Sigtuna Domare: Björn Särnbrink | Sigtuna Domare: Björn Särnbrink |

|             | 19 augusti 2012 | Selånger FK | 0 – 6           | Ljungskile SK                                                                            | Selånger IP                                   |                                               |
| 13:00 UTC+2 | 13:00 UTC+2     |             | (0 – 0) Rapport | 71′, 86′, 89′ Joakim Runnemo 83′ Patrick Hopkins 85′ Tobias Mikaelsson 90′ Robin Iglicár | Sundsvall Publik: 450 Domare: Patrik Eriksson | Sundsvall Publik: 450 Domare: Patrik Eriksson |
| 13:00 UTC+2 | 13:00 UTC+2     |             |                 |                                                                                          | Sundsvall Publik: 450 Domare: Patrik Eriksson | Sundsvall Publik: 450 Domare: Patrik Eriksson |
| 13:00 UTC+2 | 13:00 UTC+2     |             |                 |                                                                                          | Sundsvall Publik: 450 Domare: Patrik Eriksson | Sundsvall Publik: 450 Domare: Patrik Eriksson |

|             | 19 augusti 2012 | Mariehem SK | 0 – 2           | Örebro SK            | T3 Arena                 |                          |
| 15:00 UTC+2 | 15:00 UTC+2     |             | (0 – 1) Rapport | 27′, 50′ Ahmed Yasin | Umeå Domare: Lars Olsson | Umeå Domare: Lars Olsson |
| 15:00 UTC+2 | 15:00 UTC+2     |             |                 |                      | Umeå Domare: Lars Olsson | Umeå Domare: Lars Olsson |
| 15:00 UTC+2 | 15:00 UTC+2     |             |                 |                      | Umeå Domare: Lars Olsson | Umeå Domare: Lars Olsson |

|             | 19 augusti 2012 | Torns IF                 | 1 – 2           | Ängelholms FF                              | Tornvallen                                      |                                                 |
| 16:00 UTC+2 | 16:00 UTC+2     | Daniel Thulin 78′ (str.) | (0 – 1) Rapport | 29′ Martin Andersen 85′ (str.) Robin Staaf | Stångby Publik: 599 Domare: Kristoffer Karlsson | Stångby Publik: 599 Domare: Kristoffer Karlsson |
| 16:00 UTC+2 | 16:00 UTC+2     |                          |                 |                                            | Stångby Publik: 599 Domare: Kristoffer Karlsson | Stångby Publik: 599 Domare: Kristoffer Karlsson |
| 16:00 UTC+2 | 16:00 UTC+2     |                          |                 |                                            | Stångby Publik: 599 Domare: Kristoffer Karlsson | Stångby Publik: 599 Domare: Kristoffer Karlsson |

|             | 19 augusti 2012 | Motala AIF        | 1 – 2           | Varbergs BoIS                       | Motala IP                                |                                          |
| 16:00 UTC+2 | 16:00 UTC+2     | Ilir Terbunja 53′ | (0 – 2) Rapport | 18′ Jonatan Levi 35′ Joakim Sjöhage | Motala Publik: 698 Domare: Magnus Ahlsén | Motala Publik: 698 Domare: Magnus Ahlsén |
| 16:00 UTC+2 | 16:00 UTC+2     |                   |                 |                                     | Motala Publik: 698 Domare: Magnus Ahlsén | Motala Publik: 698 Domare: Magnus Ahlsén |
| 16:00 UTC+2 | 16:00 UTC+2     |                   |                 |                                     | Motala Publik: 698 Domare: Magnus Ahlsén | Motala Publik: 698 Domare: Magnus Ahlsén |

|             | 19 augusti 2012 | Skövde AIK | 0 – 3           | Åtvidabergs FF                          | Södermalms IP                            |                                          |
| 17:00 UTC+2 | 17:00 UTC+2     |            | (0 – 3) Rapport | 9′ Oscar Möller 38′, 39′ Viktor Prodell | Skövde Publik: 590 Domare: Antti Kanerva | Skövde Publik: 590 Domare: Antti Kanerva |
| 17:00 UTC+2 | 17:00 UTC+2     |            |                 |                                         | Skövde Publik: 590 Domare: Antti Kanerva | Skövde Publik: 590 Domare: Antti Kanerva |
| 17:00 UTC+2 | 17:00 UTC+2     |            |                 |                                         | Skövde Publik: 590 Domare: Antti Kanerva | Skövde Publik: 590 Domare: Antti Kanerva |

|             | 19 augusti 2012 | Örgryte IS                            | 3 – 0           | Degerfors IF | Gamla Ullevi                                  |                                               |
| 17:00 UTC+2 | 17:00 UTC+2     | Oskar Wallén 12′, 69′ Tommy Lycén 63′ | (1 – 0) Rapport |              | Göteborg Publik: 1 706 Domare: Robert Daradic | Göteborg Publik: 1 706 Domare: Robert Daradic |
| 17:00 UTC+2 | 17:00 UTC+2     |                                       |                 |              | Göteborg Publik: 1 706 Domare: Robert Daradic | Göteborg Publik: 1 706 Domare: Robert Daradic |
| 17:00 UTC+2 | 17:00 UTC+2     |                                       |                 |              | Göteborg Publik: 1 706 Domare: Robert Daradic | Göteborg Publik: 1 706 Domare: Robert Daradic |

|             | 19 augusti 2012 | Råslätts SK                          | 2 – 3           | IFK Värnamo                                                              | Råslätts IP                                  |                                              |
| 17:00 UTC+2 | 17:00 UTC+2     | Darko Glavas 22′ Dijan Vukojevic 23′ | (2 – 1) Rapport | 44′ (str.) Vladica Zlojutro 75′ Martin Claesson 90′ Mohammed Abdulrahman | Jönköping Publik: 457 Domare: Jonas Karlsson | Jönköping Publik: 457 Domare: Jonas Karlsson |
| 17:00 UTC+2 | 17:00 UTC+2     |                                      |                 |                                                                          | Jönköping Publik: 457 Domare: Jonas Karlsson | Jönköping Publik: 457 Domare: Jonas Karlsson |
| 17:00 UTC+2 | 17:00 UTC+2     |                                      |                 |                                                                          | Jönköping Publik: 457 Domare: Jonas Karlsson | Jönköping Publik: 457 Domare: Jonas Karlsson |

|             | 19 augusti 2012 | Åkarps IF | 0 – 3           | BK Häcken                                 | Åkarps IP                                |                                          |
| 17:00 UTC+2 | 17:00 UTC+2     |           | (0 – 2) Rapport | 12′, 31′ Waris Majeed 66′ Martin Ericsson | Åkarp Publik: 579 Domare: Andreas Ekberg | Åkarp Publik: 579 Domare: Andreas Ekberg |
| 17:00 UTC+2 | 17:00 UTC+2     |           |                 |                                           | Åkarp Publik: 579 Domare: Andreas Ekberg | Åkarp Publik: 579 Domare: Andreas Ekberg |
| 17:00 UTC+2 | 17:00 UTC+2     |           |                 |                                           | Åkarp Publik: 579 Domare: Andreas Ekberg | Åkarp Publik: 579 Domare: Andreas Ekberg |

|             | 19 augusti 2012 | Utsiktens BK | 0 – 3           | Gais                                                          | Ruddalens IP                                 |                                              |
| 17:00 UTC+2 | 17:00 UTC+2     |              | (0 – 0) Rapport | 66′ (str.) Jeffrey Aubynn 71′ Linus Tornblad 79′ Jakob Olsson | Göteborg Publik: 1 123 Domare: Mattias Nyman | Göteborg Publik: 1 123 Domare: Mattias Nyman |
| 17:00 UTC+2 | 17:00 UTC+2     |              |                 |                                                               | Göteborg Publik: 1 123 Domare: Mattias Nyman | Göteborg Publik: 1 123 Domare: Mattias Nyman |
| 17:00 UTC+2 | 17:00 UTC+2     |              |                 |                                                               | Göteborg Publik: 1 123 Domare: Mattias Nyman | Göteborg Publik: 1 123 Domare: Mattias Nyman |

|             | 19 augusti 2012 | IK Sleipner | 0000 0 – 2 (e.fl.) | Jönköpings Södra IF       | Nya Parken                                   |                                              |
| 18:00 UTC+2 | 18:00 UTC+2     |             | (0 – 0) Rapport    | 102′, 112′ Pär Cederqvist | Norrköping Publik: 174 Domare: Jim Petersson | Norrköping Publik: 174 Domare: Jim Petersson |
| 18:00 UTC+2 | 18:00 UTC+2     |             |                    |                           | Norrköping Publik: 174 Domare: Jim Petersson | Norrköping Publik: 174 Domare: Jim Petersson |
| 18:00 UTC+2 | 18:00 UTC+2     |             |                    |                           | Norrköping Publik: 174 Domare: Jim Petersson | Norrköping Publik: 174 Domare: Jim Petersson |

|             | 20 augusti 2012 | Dalstorps IF              | 1 – 5           | Djurgårdens IF                                                        | Dalshov                                        |                                                |
| 18:00 UTC+2 | 18:00 UTC+2     | Jimmy Arnesson 43′ (str.) | (1 – 2) Rapport | 24′, 45′ Erton Fejzullahu 37′, 75′ Kasper Hämäläinen 77′ Peter Nymann | Dalstorp Publik: 1 538 Domare: Michael Lerjéus | Dalstorp Publik: 1 538 Domare: Michael Lerjéus |
| 18:00 UTC+2 | 18:00 UTC+2     |                           |                 |                                                                       | Dalstorp Publik: 1 538 Domare: Michael Lerjéus | Dalstorp Publik: 1 538 Domare: Michael Lerjéus |
| 18:00 UTC+2 | 18:00 UTC+2     |                           |                 |                                                                       | Dalstorp Publik: 1 538 Domare: Michael Lerjéus | Dalstorp Publik: 1 538 Domare: Michael Lerjéus |

|             | 20 augusti 2012 | FC Gute | 0 – 4           | Kalmar FF                                                         | Gutavallen                                |                                           |
| 18:30 UTC+2 | 18:30 UTC+2     |         | (0 – 1) Rapport | 12′, 77′ Sebastian Andersson 72′ Tobias Eriksson 74′ Abiola Dauda | Visby Publik: 1 041 Domare: Ozan Camlibel | Visby Publik: 1 041 Domare: Ozan Camlibel |
| 18:30 UTC+2 | 18:30 UTC+2     |         |                 |                                                                   | Visby Publik: 1 041 Domare: Ozan Camlibel | Visby Publik: 1 041 Domare: Ozan Camlibel |
| 18:30 UTC+2 | 18:30 UTC+2     |         |                 |                                                                   | Visby Publik: 1 041 Domare: Ozan Camlibel | Visby Publik: 1 041 Domare: Ozan Camlibel |

|             | 20 augusti 2012 | Långholmen FC | 0 – 9           | IFK Göteborg | Grimsta IP                                   |                                              |
| 19:00 UTC+2 | 19:00 UTC+2     |               | (0 – 4) Rapport | 13′ Robin Söder 17′, 87′ Emil Salomonsson 34′, 56′ Daniel Sobralense 45′ Nicklas Bärkroth 49′ David Moberg Karlsson 83′ Nordin Gerzic 90′ Pontus Farnerud | Stockholm Publik: 670 Domare: Jonas Bäcklund | Stockholm Publik: 670 Domare: Jonas Bäcklund |
| 19:00 UTC+2 | 19:00 UTC+2     |               |                 | | Stockholm Publik: 670 Domare: Jonas Bäcklund | Stockholm Publik: 670 Domare: Jonas Bäcklund |
| 19:00 UTC+2 | 19:00 UTC+2     |               |                 | | Stockholm Publik: 670 Domare: Jonas Bäcklund | Stockholm Publik: 670 Domare: Jonas Bäcklund |

|             | 20 augusti 2012 | Sandvikens IF                                         | 0000 3 – 6 (e.fl.) | Malmö FF                                                                     | Jernvallen                                           |                                                      |
| 19:00 UTC+2 | 19:00 UTC+2     | Emil Vigren 43′ Andreas Sipuri 55′ Björn Berglund 60′ | (1 – 1) Rapport    | 3′, 87′ Mathias Ranégie 76′, 110′, 117′ Tokelo Rantie 116′ Wílton Figueiredo | Sandviken Publik: 2 700 Domare: Markus Strömbergsson | Sandviken Publik: 2 700 Domare: Markus Strömbergsson |
| 19:00 UTC+2 | 19:00 UTC+2     |                                                       |                    |                                                                              | Sandviken Publik: 2 700 Domare: Markus Strömbergsson | Sandviken Publik: 2 700 Domare: Markus Strömbergsson |
| 19:00 UTC+2 | 19:00 UTC+2     |                                                       |                    |                                                                              | Sandviken Publik: 2 700 Domare: Markus Strömbergsson | Sandviken Publik: 2 700 Domare: Markus Strömbergsson |

|             | 12 september 2012 | Torslanda IK | 0 – 1           | AIK                 | Torslandavallen                                |                                                |
| 17:30 UTC+2 | 17:30 UTC+2       |              | (0 – 1) Rapport | 38′ Viktor Lundberg | Göteborg Publik: 1 023 Domare: Magnus Lindgren | Göteborg Publik: 1 023 Domare: Magnus Lindgren |
| 17:30 UTC+2 | 17:30 UTC+2       |              |                 |                     | Göteborg Publik: 1 023 Domare: Magnus Lindgren | Göteborg Publik: 1 023 Domare: Magnus Lindgren |
| 17:30 UTC+2 | 17:30 UTC+2       |              |                 |                     | Göteborg Publik: 1 023 Domare: Magnus Lindgren | Göteborg Publik: 1 023 Domare: Magnus Lindgren |

|             | 11 november 2012 | FC Höllviken             | 1 – 2           | Helsingborgs IF               | Höllvikens IP                                     |                                                   |
| 13:00 UTC+1 | 13:00 UTC+1      | Sackey Esmond Hansen 37′ | (1 – 1) Rapport | 41′ (str.), 56′ Álvaro Santos | Höllviken Publik: 1 300 Domare: Daniel Stålhammar | Höllviken Publik: 1 300 Domare: Daniel Stålhammar |
| 13:00 UTC+1 | 13:00 UTC+1      |                          |                 |                               | Höllviken Publik: 1 300 Domare: Daniel Stålhammar | Höllviken Publik: 1 300 Domare: Daniel Stålhammar |
| 13:00 UTC+1 | 13:00 UTC+1      |                          |                 |                               | Höllviken Publik: 1 300 Domare: Daniel Stålhammar | Höllviken Publik: 1 300 Domare: Daniel Stålhammar |

|             | 11 november 2012 | Hovslätts IK | 0 – 4           | IF Elfsborg                                                                  | Hovets IP                                       |                                                 |
| 13:30 UTC+2 | 13:30 UTC+2      |              | (0 – 2) Rapport | 13′ Johan Larsson 27′ David Elm 54′ Simon Hedlund 80′ (str.) Oscar Hiljemark | Jönköping Publik: 1 079 Domare: Mikael Eriksson | Jönköping Publik: 1 079 Domare: Mikael Eriksson |
| 13:30 UTC+2 | 13:30 UTC+2      |              |                 |                                                                              | Jönköping Publik: 1 079 Domare: Mikael Eriksson | Jönköping Publik: 1 079 Domare: Mikael Eriksson |
| 13:30 UTC+2 | 13:30 UTC+2      |              |                 |                                                                              | Jönköping Publik: 1 079 Domare: Mikael Eriksson | Jönköping Publik: 1 079 Domare: Mikael Eriksson |

## Anmärkningslista
1. ↑  Publiksnittet uträknat på 46 matcher. (Detta för att få ett mer realistiskt publiksnitt då sammanlagt 18 matcher inte uppgett en publiksiffra.)
2. ↑  Publiksnittet uträknat på 22 matcher. (Detta för att få ett mer realistiskt publiksnitt då flera matcher inte uppgett en publiksiffra.)
3. ↑  Publiksnittet uträknat på 24 matcher. (Detta för att få ett mer realistiskt publiksnitt då flera matcher inte uppgett en publiksiffra.)